# Херюнга
Херюнга (на шведски: Herrljunga) е град в югозападната част на Швеция, лен Вестра Йоталанд. Главен административен център на едноименната община Херюнга. Разположен е около река Носан. Намира се на около 320 km на югозапад от столицата Стокхолм и на около 110 km на североизток от центъра на лена Гьотеборг. ЖП възел. Известен е с производството на ябълково вино. Населението на града е 3822 жители според данни от преброяването през 2010 г.